# ゲインブリッジ・フィールドハウス
ゲインブリッジ・フィールドハウス（Gainbridge Fieldhouse）は、アメリカ合衆国インディアナ州インディアナポリスにある18,345人収容のスポーツアリーナ。NBAのインディアナ・ペイサーズとWNBAのインディアナ・フィーバーの本拠地であり、大規模なコンサートやサーカスも開催される。2002年には、FIBAバスケットボール世界選手権がRCAドームとともに開かれた。
インディアナ州カーメルに本社をおく保険会社コンセコが、ネーミングライツを買い取り、コンセコ・フィールドハウスと名付けられた。2011年12月に名称をCNOフィナンシャル・グループに変更されたためそのブランド名であるバンカーズ・ライフにちなんだ名称となった。2021年9月27日、インディアナポリスを拠点とする金融プラットフォームであるゲインブリッジが、複数年にわたるパートナーシップを結び、フィールドハウスの新しいネーミングパートナーになることを発表した。